# Renault Wind (Studie)
Als Renault Wind hatte Renault 2004 auf dem Genfer Auto-Salon ein Konzeptfahrzeug vorgestellt. Es war ein 2+1-Roadster, der von Patrick le Quément designt wurde.
Angetrieben wird das Konzeptfahrzeug von einem Vier-Zylinder-Reihenmotor mit 2,0 Liter Hubraum und 101 kW (137 PS) Leistung. Das maximale Drehmoment liegt bei 191 Nm. Das automatische Sechsgang-Getriebe verteilt die Gänge mit sportlicher Einstellung.
Die Scheinwerfer sind mit Xenonlicht, die Rückleuchten mit LED-Technik ausgerüstet. Die Sitze im Innenraum sind nicht verstellbar, dafür aber die Instrumente und die Pedalerie. Clou dabei ist der dritte Sitz, der zwischen den beiden Sitzen entsteht, wenn man die dort verbaute Platte umdreht und befestigt.